# 北野物语馆

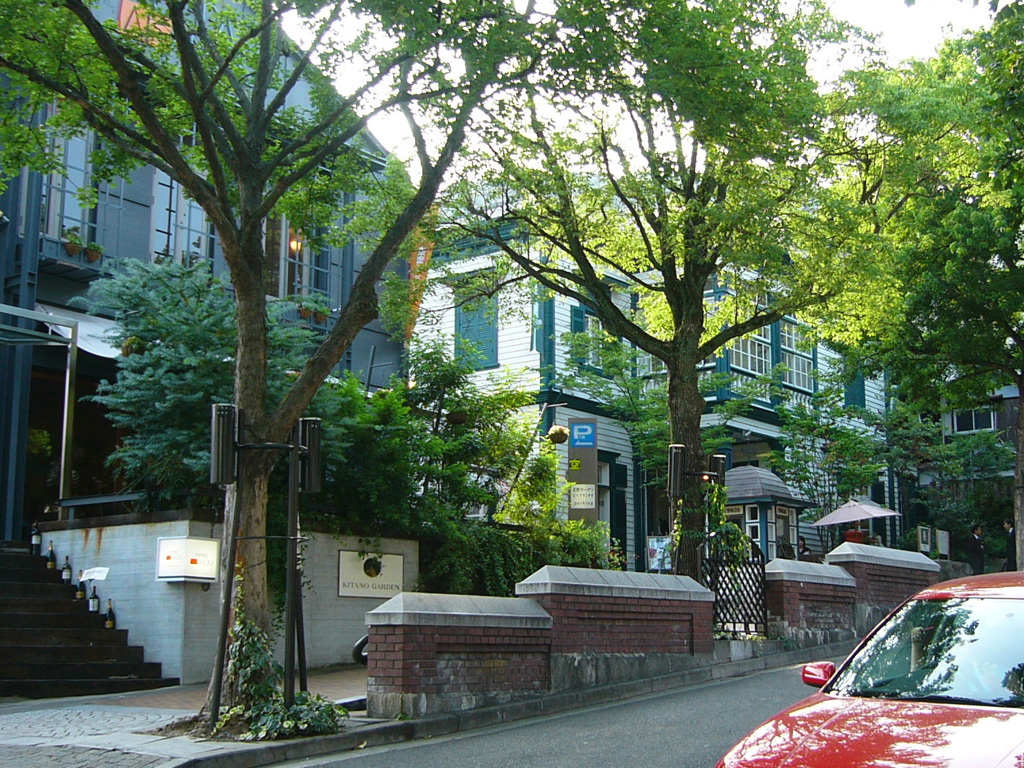
北野坂

北野物语馆（きたのものがたりかん）是日本兵库县神户市中央区北野町的一座历史建筑，也是目前重要傳統的建造物群保存地區「北野町山本通」的構成部分。該建築被指定为登録有形文化財。舊名為舊弗羅因德利布宅邸（フロインドリーブ邸）。该建筑为地上2层木结构建筑，建于1907年（明治40年）。
在1995年阪神大地震中，该建筑遭到损坏。神戶市接受了業主的捐助將其拆除並保管，於2001年在現在的位置重建。館內二樓除了異人館的相關資料外，還陳列著有「異人館畫家」之稱的西洋畫家小松益善的作品。

## 建築概要
- 竣工 - 明治40年（1907年）
- 構造 - 木造、地上2階
- 所在地 - 650-0002 兵庫縣神戶市中央區北野町3-1-31
- 備考 -  登錄有形文化財

## 外部連結
- 官方網站 （页面存档备份，存于）

34°41′59.43″N 135°11′24.85″E / 34.6998417°N 135.1902361°E